# Tranquility Base Hotel & Casino
Tranquility Base Hotel & Casino is het zesde album van de Britse indierockband Arctic Monkeys en werd uitgebracht op 11 mei 2018 door Domino Records. 

## Achtergrond
Het album was oorspronkelijk bedoeld als een soloproject van zanger Alex Turner en bestaat uit nummers die op de piano geschreven zijn in plaats van op de gitaar. Critici vergeleken het met onder meer David Bowie, Serge Gainsbourg en het Beach Boys-album Pet Sounds.  

## Tracklist
1. Star Treatment - 5:54
2. One Point Perspective - 3:28
3. American Sports - 2:38
4. Tranquility Base Hotel & Casino - 3:31
5. Golden Trunks - 2:53
6. Four Out of Five - 5:12
7. The World's First Ever Monster Truck Front Flip - 3:00
8. Science Fiction - 3:05
9. She Looks Like Fun - 3:02
10. Batphone - 4:31
11. The Ultracheese - 3:37

## Medewerkers
Arctic Monkeys
- Alex Turner - zang, gitaar, keyboard, teksten
- Jamie Cook - gitaar
- Nick O'Malley - basgitaar, achtergrondzang
- Matt Helders - drums, achtergrondzang

Overige muzikanten
- James Ford - synthesizer, drums, keyboard
- Tom Rowley - gitaar, piano
- Zach Dawes - gitaar, piano
- Tyler Parkford - piano
- Evan Weiss - gitaar
- Loren Humphrey - drums
- James Righton - Wurlitzer
- Josephine Stevenson - piano
- Cam Avery - achtergrondzang